# 義城警察署
義城警察署（ウィソンけいさつしょ）は、慶北地方警察庁所管の警察署である。

## 管轄区域
- 義城郡

## 沿革
- 1945年10月21日 - 開署
- 1981年6月21日 - 現在の庁舎が完成

## 組織
- 警務課
- 生活安全交通課
- 捜査課
- 情報保安課

## 管轄派出所
- 義城派出所
- 金城派出所
- 多仁派出所
- 丹密派出所
- 鳳陽派出所
- 安溪派出所
- 安平派出所
- 玉山派出所
- 春山派出所